# Gene Williams
Eugene "Gene" Williams (San Francisco, California, 1 de abril de 1947) es un exjugador de baloncesto estadounidense que disputó una temporada en la ABA. Con 2,01 metros de estatura, jugaba en la posición de alero.

## Trayectoria deportiva

### Universidad
Jugó durante dos temporadas en el pequeño Community College de San Francisco, antes de ser transferido a los Wildcats de la Universidad Estatal de Kansas, en las que promedió 10,1 puntos y 10,8 rebotes por partido. En su última temporada fue incluido en el segundo mejor quinteto de la Big Eight Conference.

### Profesional
Fue elegido en la vigésimo cuarta posición del Draft de la NBA de 1969 por Phoenix Suns, y en el draft de la ABA por los Kentucky Colonels, fichando por estos últimos. Disputó únicamente ocho minutos de un partido ante los Washington Capitols en el que no consiguió anotar.

## Estadísticas de su carrera en la ABA

### Temporada regular
| Temporada | Edad | Equipo            | Liga | Pos. | P | TIT | MIN | TC  | TCA | %TC  | 3P  | 3PA | %3P | 2P  | 2PA | %2P  | TL  | TLA | %TL | R.OF. | R.DEF. | REB | ASIS | ROB | TAP | PER | FP  | PTS |
| 1969-70   | 22   | Kentucky Colonels | ABA  |      | 1 |     | 8.0 | 0.0 | 1.0 | .000 | 0.0 | 0.0 |     | 0.0 | 1.0 | .000 | 0.0 | 0.0 |     | 0.0   | 0.0    | 0.0 | 0.0  |     |     | 2.0 | 2.0 | 0.0 |
| Total     |      |                   | ABA  |      | 1 |     | 8.0 | 0.0 | 1.0 | .000 | 0.0 | 0.0 |     | 0.0 | 1.0 | .000 | 0.0 | 0.0 |     | 0.0   | 0.0    | 0.0 | 0.0  |     |     | 2.0 | 2.0 | 0.0 |